# Meekiaria lignea
Meekiaria lignea är en fjärilsart som beskrevs av Munroe 1974. Meekiaria lignea ingår i släktet Meekiaria och familjen Crambidae. Inga underarter finns listade i Catalogue of Life.